# It's Not Fun. Don't Do It!
It's Not Fun. Don't Do It! är ett videoalbum av den kanadensiska popduon Tegan and Sara, utgivet på DVD den 8 augusti 2006 genom Vapor Records. Videon består av en filmad konsert vid Phoenix Concert Theatre i Toronto, fem musikvideor och diverse extramaterial, bland annat ett videoklipp som visar arbetet bakom albumet So Jealous. Videon sålde guld i Kanada.
Den 23 december 2014 släpptes dvd:n även som en del av So Jealous X, en specialutgåva av So Jealous.

## Låtlista
Live at The Phoenix
1. "I Bet It Stung" (Sara Quin)
2. "I Know I Know I Know" (Tegan Quin)
3. "I Hear Noises" (T. Quin)
4. "Monday Monday Monday" (S. Quin)
5. "Not Tonight" (S. Quin)
6. "So Jealous" (S. Quin)
7. "Where Does the Good Go?" (T. Quin)
8. "Speak Slow" (T. Quin)
9. "Downtown" (S. Quin)
10. "This Is Everything" (T. Quin)
11. "Walking with a Ghost" (S. Quin)
12. "Living Room" (T. Quin)
13. "You Wouldn't Like Me" (T. Quin)

Musikvideor
1. "Speak Slow" (Regi: Brian Dutkewich)
2. "Walking with a Ghost" (Regi: Troy Nixey)
3. "Living Room" (Regi: Kaare Andrews)
4. "Monday Monday Monday" (Regi: Christopher Mills)
5. "I Hear Noises" (Regi: Sean Michael Turrell)

Oh, Touring!
1. "It's Not Fun. Don't Do It!" Tegan and Sara on tour (Regi: Angela Kendall, Tegan Quin)
2. Rob Meets His Match
3. You Got Plunk'd, Dude
4. The Making of 'So Jealous' (Regi: Angela Kendall, Brian Dutkewich)
5. Photo Album
6. The Puppet Project (Regi: Brittany Hellec, Brittany McIsaac)

## Medverkande
Tegan and Sara
- Tegan Quin – sång, gitarr
- Sara Quin – sång, gitarr

Övriga musiker
- Chris Carlson – bas
- Rob Chursinoff – trummor
- Ted Gowans – gitarr, keyboard

Information från Discogs.